# 273-й истребительный авиационный полк (268-й иад)
273-й истребительный авиационный полк (273-й иап) — воинская часть Военно-Воздушных сил (ВВС) Вооружённых Сил РККА, принимавшая участие в боевых действиях Великой Отечественной войны.

## Наименования полка
- 273-й истребительный авиационный полк
- 31-й гвардейский истребительный авиационный полк
- 31-й гвардейский истребительный авиационный Никопольский полк
- 31-й гвардейский истребительный авиационный Никопольский Краснознамённый полк
- 31-й гвардейский истребительный авиационный Никопольский Краснознамённый ордена Суворова полк
- 31-й гвардейский истребительный авиационный Никопольский Краснознамённый ордена Суворова полк имени Героя Советского Союза Н. Е. Глазова
- Полевая почта 20112

## Создание полка
273-й истребительный авиационный полк создан 24 августа 1941 года при 13-м запасном истребительном авиационном полку Приволжского военного округа в городе Кузнецк за счёт личного состава 3-х эскадрилий 161-го истребительного авиационного полка и 236-го истребительного авиационного полка.

## Переформирование полка
273-й истребительный авиационный полк за образцовое выполнение заданий командования и проявленные при этом мужество и героизм 22 ноября 1942 года преобразован в 31-й гвардейский истребительный авиационный полк на основании Приказа НКО СССР.

## В действующей армии
В составе действующей армии:
- с 15 сентября 1941 года по 22 ноября 1942 года.

## Командиры полка
- гвардии капитан Ровнин Андрей Никифорович, 24.08.1941 — 04.04.1942
- гвардии майор Кошевой Илья Тимофеевич 10.05.1942 — 29.05.1942 (погиб)
- гвардии майор Суворов Иван Павлович 29.05.1942 — 06.09.1942
- гвардии старший батальонный комиссар Трощенко Яков Александрович 11.1942 — 04.11.1942 (погиб)
- гвардии майор, подполковник Еремин Борис Николаевич 21.11.1942 — 29.12.1943

## В составе соединений и объединений
| Период        | Фронт (округ)             | армия               | дивизия                                       | примечание                                                                  |
| ------------- | ------------------------- | ------------------- | --------------------------------------------- | --------------------------------------------------------------------------- |
| 24.08.1941 г. | Приволжский военный округ |                     | 13-й запасной истребительный авиационный полк | Кузнецк, Як-1                                                               |
| 25.08.1941 г. | Приволжский военный округ |                     | 8-й запасной истребительный авиационный полк  | Багай-Барановка, Як-1                                                       |
| 10.09.1941 г. | Юго-Западный фронт        | ВВС фронта          | 4-я резервная авиационная группа              | Як-1                                                                        |
| 16.09.1941 г. | Юго-Западный фронт        | ВВС фронта          | 4-я резервная авиационная группа              | Первая воздушная победа полка: парой на Як-1 (ведущий ст. л-нт Силин А. М.) |
| 28.05.1942 г. | Юго-Западный фронт        | ВВС фронта          | 4-я резервная авиационная группа              | Принял группу лётного состава и самолёты из 6-го иап                        |
| 29.05.1942 г. | Юго-Западный фронт        | ВВС фронта          | манёвренная авиационная группа                | Як-1                                                                        |
| 12.06.1942 г. | Юго-Западный фронт        | 8-я воздушная армия | 268-я истребительная авиационная дивизия      | Як-1                                                                        |
| 22.06.1942 г. | Юго-Западный фронт        | 8-я воздушная армия | 268-я истребительная авиационная дивизия      | полк принял 6 Як-1 от 248-го иап                                            |
| 12.07.1942 г. | Сталинградский фронт      | 8-я воздушная армия | 268-я истребительная авиационная дивизия      | Як-1                                                                        |
| 22.11.1942 г. | Сталинградский фронт      | 8-я воздушная армия | 268-я истребительная авиационная дивизия      | Полк преобразован в 31-й гвардейский иап, Як-1                              |

## Участие в сражениях и битвах
- Донбасско-Ростовская стратегическая оборонительная операция с 29 сентября 1941 года по 16 ноября 1941 года
- Сумско-Харьковская оборонительная операция с 1 октября 1941 года по 29 октября 1941 года
- Курско-Обояньская наступательная операция с 3 января 1942 года по 26 января 1942 года
- Сталинградская битва с 17 июня 1942 года по 22 ноября 1942 года

## Отличившиеся воины полка
- Абрамашвили, Николай Георгиевич, капитан, лётчик 273-го истребительного авиационного полка 268-й истребительной авиационной дивизии 8-й воздушной армии Сталинградского фронта, Герой Российской Федерации. Посмертно (1995).
- Жердий Евгений Николаевич, лейтенант, командир звена 273-го истребительного авиационного полка 268-й истребительной авиационной дивизии 8-й воздушной армии Юго-Западного фронта 5 ноября 1942 года удостоен звания Герой Советского Союза.
- Выдриган, Николай Захарович, старший лейтенант, командир звена 31-го гвардейского истребительного авиационного полка 6-й гвардейской истребительной авиационной дивизии 5-й воздушной армии 15 мая 1946 года удостоен звания Герой Советского Союза. Золотая Звезда не вручена в связи с гибелью.
- Ерёмин, Борис Николаевич, командир 31-го гвардейского истребительного авиационного полка 6-й гвардейской истребительной авиационной дивизии 8-й воздушной армии в 1942—1943 гг.
- Глазов Николай Елизарович, заместитель командира 1-й эскадрильи 31-го гвардейского истребительного авиаполка 268-й истребительной авиадивизии 8-й воздушной армии Южного фронта Указом Президиума Верховного Совета СССР от 1 мая 1943 года удостоен звания Герой Советского Союза. Золотая Звезда № 954.
- Морозов, Фотий Яковлевич, старший лейтенант, заместитель командира эскадрильи 31-го гвардейского истребительного авиационного полка 6-й гвардейской истребительной авиационной дивизии 8-й воздушной армии 28 сентября 1943 года удостоен звания Герой Советского Союза. Золотая Звезда № 1139.
- Нестеров, Игорь Константинович, лейтенант, командир звена 31-го гвардейского истребительного авиационного полка 6-й гвардейской истребительной авиационной дивизии 8-й воздушной армии 1 ноября 1943 года удостоен звания Герой Советского Союза. Золотая Звезда № 1276.
- Пишкан, Иван Аникеевич, капитан, командир эскадрильи 31-го гвардейского истребительного авиационного полка 6-й гвардейской истребительной авиационной дивизии 8-й воздушной армии 1 ноября 1943 года удостоен звания Герой Советского Союза. Золотая Звезда № 1279.
- Решетов Алексей Михайлович, командир эскадрильи 31-го гвардейского истребительного авиационного полка 268-й истребительной авиадивизии 8-й воздушной армии Южного фронта, гвардии капитан 1 мая 1943 года удостоен звания Герой Советского Союза. Золотая Звезда № 732
- Шапиро, Валентин Ефимович, старший лейтенант, командир звена 31-го гвардейского истребительного авиационного полка 6-й гвардейской истребительной авиационной дивизии 5-й воздушной армии 15 мая 1946 года удостоен звания Герой Советского Союза. Золотая Звезда № 8983.

## Статистика боевых действий
Всего за 1941—1942 годы полком:
| Выполнено боевых вылетов | Сбито самолётов в воздухе | Уничтожено самолётов всего |
| ------------------------ | ------------------------- | -------------------------- |
| 3548                     | 94                        | 100                        |

Свои потери:
| Потеряно самолётов, всего | Погибло лётчиков всего |
| ------------------------- | ---------------------- |
| 97                        | 48                     |

## Интересный факт
- Лётчик полка старший лейтенант Решетов «за самосуд» в августе 1942 года был осуждён судом военного трибунала за расстрел самолёта своего ведомого (лётчик остался жив). Ведомый лётчик неоднократно в бою из-за трусости бросал своего ведущего и выходил из боя. Штрафной срок старший лейтенант Решетов отбывал в своём полку, ставшего впоследствии 31-м гвардейским. Уже 1 мая 1943 года старший лейтенант Решетов Алексей Михайлович был удостоен звания Герой Советского Союза. Гвардии майор Решетов закончил войну в должности командира эскадрильи, имея на боевом счету сбитых самолётов: 22 лично и 10 в группе, боевых вылетов 821[4][5].